# 宮城滝太
宮城 滝太（みやぎ だいた、2000年7月15日 - ）は、沖縄県中頭郡嘉手納町出身のプロ野球選手（投手）。右投右打。横浜DeNAベイスターズ所属。
弟は独立リーグ球団でプレーしていた宮城竜輝。

## 経歴

### プロ入り前
小学1年生から「島袋ホエールズ」において軟式野球を始め、2年生のときに転校して「嘉手納ライオンズ」でプレーする。嘉手納町立嘉手納中学校時代は、硬式野球の「読谷ボーイズ」に所属し、3年生で県大会優勝を果たす。
滋賀県東近江市の滋賀学園高等学校に進学後、2年生時に春の第89回選抜高等学校野球大会に出場を果たし、先発登板した2回戦の対福岡大付属大濠高校戦では、のちにチームメイトとなる三浦銀二と延長15回、1対1で引き分けの熱戦を演じる。再試合では2番手として登板するも、2点本塁打を打たれて3対5で敗れた。3年生の夏の第100回選手権滋賀大会は、初戦の対安曇川高校戦において、5回1安打9奪三振、滋賀大会記録タイの7連続奪三振の好投で注目される。準決勝の対綾羽高校戦は、延長11回、7対8のサヨナラゲームで夏の甲子園出場はならなかった。9月には横浜DeNAベイスターズの入団テストを受ける。
2018年10月25日に行われたプロ野球ドラフト会議において、横浜DeNAベイスターズから育成ドラフト1巡目指名される。11月13日、京都市内で入団交渉を行い、支度金280万円、年俸340万円（金額は推定）で契約合意に達し、11月22日、横浜市内のホテルで新入団選手記者発表会が行われた。背番号は100。

### 横浜DeNA時代
2019年、二軍で16試合に登板して防御率6.10という成績だった。
2020年、6月18日に田中健二朗を除く3名の育成選手とともにBCリーグ・神奈川フューチャードリームスへの派遣が両球団から発表された。7月31日、派遣期間が終了しDeNAに復帰。9月16日、再び神奈川フューチャードリームスへの派遣が発表された。DeNAに復帰している間に二軍で5勝を挙げ、同リーグの最多勝利賞に選出されている。
2021年、二軍で14試合に登板し、2勝2敗1セーブ、防御率2.81という成績を残したが、支配下選手登録とはならなかった。11月25日には横浜市内の病院で右肘クリーニング手術を受けたことが発表された。育成選手として3年目を迎えたため、12月1日には自由契約として公示されたが、同9日には翌年の育成再契約が発表された。
2022年、7月30日、同じく育成登録となっていた平良拳太郎と共に支配下選手として登録され、背番号も92となることが球団から発表された。9月7日に新型コロナウイルスの陽性判定を受け一時離脱。一軍での登板は無かったが、二軍では27試合に登板し、2勝0敗1セーブ、防御率2.48という成績を残した。
2023年、春季キャンプで初めて一軍メンバーに抜擢されるが、オープン戦で結果が残せず、3月11日に二軍に合流した。その後、イースタン・リーグで防御率2.17と安定した投球を続け、8月13日に一軍初昇格。同日の対読売ジャイアンツ戦（東京ドーム）でプロ初登板を果たし、2回を投げて無失点、3奪三振の好投を見せた。クライマックスシリーズ進出がかかった9月29日の阪神タイガース戦では1点リードの5回一死満塁のピンチで大山悠輔を迎える場面でワンポイントで登板すると見逃し三振で抑え、バトンタッチした左リリーフの石川達也も次の打者を抑えてこの回を無失点で凌ぎチームの勝利に貢献。同じく育成出身の石川と共に初めてのお立ち台に上がった。最終的に11試合に登板し、防御率3.86、3ホールドを記録。16回1/3を投げて16奪三振と高い奪三振能力も見せた。シーズンが終わり10月下旬からはメキシコのウインターリーグ、ヤキス・デ・オブレゴンに派遣された。7試合に登板して防御率は7点台という成績で、11月下旬までに帰国している。12月2日には背番号を65に変更することが球団から発表された。
2024年、6月7日に一軍登録されたが、同日の福岡ソフトバンクホークス戦で2回3失点を喫し、この1登板のみで9日に登録抹消となった。8月14日に再度一軍登録されたが、登板機会のないまま編成上の問題で23日に登録を抹消された。開幕から中継ぎ登板を続けていたが、二軍ではシーズン終盤から先発に回り、その後は一軍昇格は無くシーズンを終えた。
2025年、自身初の開幕一軍入りを果たす。ビハインドの場面での救援登板が中心ながら、回またぎもこなしつつ、無失点投球を続けると、4月29日の東京ヤクルトスワローズ戦（明治神宮野球場）では勝ちパターンで起用された。5月16日のヤクルト戦（明治神宮野球場）では1点ビハインドの場面に2番手で登板し、1回を無失点に抑えると直後にチームが逆転し、プロ初勝利を挙げた。この登板まで開幕から12試合連続無失点だったが、翌日のヤクルト戦では同点の場面で4番手として登板すると、勝ち越しを許して初失点を喫しただけでなく、プロ初勝利の翌日にプロ初敗戦を喫してしまった。

## 選手としての特徴
プロ入り当時はストレートの最速が142km/hだったが、育成段階で力を付けて球速を伸ばし、2023年の一軍初登板で最速154km/hを計測している。先発時代は勢いのあるストレートを武器に、カーブ、スライダー、カットボール、シュート、スプリットと多彩な変化球を投げていたが、ストレートの成分に影響が出てしまっていたため、リリーフ転向後は影響の出にくいカーブ、フォーク、スライダーに球種を絞っている。
変化球のうち、フォークが武器と言われることもあるが、宮城自身が語る一番の武器は、空振りも取れるブレーキの利いた落差のあるカーブであり、独自に考えた握りで「かける」感覚でリリースすることからスピンが効いており、好調時は2950回転を計測する。一般にカーブは打者のタイミングを外すカウント球のイメージの強い球種であるが、宮城自身は空振りの取れるボールを目指しており、2025年時点ではカウント球にも決め球にも使えると豪語する。元々宮城自身は横の変化球が得意だったが、プロ入り後に手術した肘への負担を踏まえてカーブを磨くようになった。投げ始めたのは幼少期にテレビで見た桑田真澄の投球がきっかけであり、投げ始めた頃は桑田の軌道をイメージしていた。DeNA入団後はファーム生活中に甚く好んだ宮川哲のパワーカーブを参考にしており、宮川は他球団の現役選手であったが、様々な協力により直接アドバイスを受けることもできた。2025年時点では山下舜平大のカーブが一番好きだと語っている。一番の武器であるこのカーブは、DeNAで先輩投手である山﨑康晃から教えてほしいと請われたこともある。

## 人物・エピソード
名前である「滝太」は「だいた」と読み、珍読み人名としても話題になることが多い。
DeNAの二軍のキャンプ地である嘉手納町出身で、小学生の頃に野球教室で後にチームメイトとなる田中健二朗から野球を教えてもらったことがある。更にDeNA入団後にリハビリに取り組む田中の姿勢などを間近に見ていたこともあり、「尊敬や憧れている投手」を訊かれた際には田中の名前を挙げている。また、嘉手納町出身の初のプロ野球選手でもある。
小学校低学年の頃から母子家庭で育ち、高校進学時に沖縄から離れ、野球留学も後押ししてくれた母には「妹、弟もいて苦労したと思う」「一軍で勝って喜ばせたい」と思いを明かしている。当時について「まわりの家庭と比べてうちは貧しい」と振り返っており、中学生時代は中学校のクラブ活動ではなく家庭の負担額の大きいボーイズリーグでプレーしたが、「将来お母さんを楽させたい。今は野球代を負担してもらうかもしれない。でも、その分、絶対（野球で）有名になってお母さんを楽させるんだ」と決断したという。2025年5月に一軍初勝利を挙げた際には、記念球は「親に感謝の気持ちを込めてお母さんに渡したい」と語った。

## 詳細情報

### 年度別投手成績
| 年 度     | 球 団     | 登 板 | 先 発 | 完 投 | 完 封 | 無 四 球 | 勝 利 | 敗 戦 | セ 丨 ブ | ホ 丨 ル ド | 勝 率 | 打 者 | 投 球 回 | 被 安 打 | 被 本 塁 打 | 与 四 球 | 敬 遠 | 与 死 球 | 奪 三 振 | 暴 投 | ボ 丨 ク | 失 点 | 自 責 点 | 防 御 率 | W H I P |
| --------- | --------- | ----- | ----- | ----- | ----- | -------- | ----- | ----- | -------- | ----------- | ----- | ----- | -------- | -------- | ----------- | -------- | ----- | -------- | -------- | ----- | -------- | ----- | -------- | -------- | ------- |
| 2023      | DeNA      | 11    | 0     | 0     | 0     | 0        | 0     | 0     | 0        | 3           | ----  | 66    | 16.1     | 14       | 2           | 2        | 0     | 1        | 16       | 0     | 0        | 7     | 7        | 3.86     | 0.98    |
| 2024      | DeNA      | 1     | 0     | 0     | 0     | 0        | 0     | 0     | 0        | 0           | ----  | 12    | 2.0      | 3        | 0           | 3        | 0     | 0        | 4        | 0     | 0        | 3     | 3        | 13.50    | 3.00    |
| 通算：2年 | 通算：2年 | 12    | 0     | 0     | 0     | 0        | 0     | 0     | 0        | 3           | ----  | 78    | 18.1     | 17       | 2           | 5        | 0     | 1        | 20       | 0     | 0        | 10    | 10       | 4.91     | 1.20    |

- 2024年度シーズン終了時

### 年度別守備成績
| 年 度 | 球 団 | 投手  | 投手  | 投手  | 投手  | 投手  | 投手     |
| 年 度 | 球 団 | 試 合 | 刺 殺 | 補 殺 | 失 策 | 併 殺 | 守 備 率 |
| ----- | ----- | ----- | ----- | ----- | ----- | ----- | -------- |
| 2023  | DeNA  | 11    | 1     | 2     | 1     | 0     | .750     |
| 2024  | DeNA  | 1     | 0     | 1     | 0     | 0     | 1.000    |
| 通算  | 通算  | 12    | 1     | 3     | 1     | 0     | .800     |

- 2024年度シーズン終了時

### 記録

#### NPB
初記録
投手記録
- 初登板：2023年8月13日、対読売ジャイアンツ18回戦（東京ドーム）、6回表に3番手で救援登板、2回無失点[27]
- 初奪三振：同上、6回表にヨアンデル・メンデスから見逃し三振[27]
- 初ホールド：2023年9月3日、対読売ジャイアンツ21回戦（横浜スタジアム）、3回表から2番手で救援登板、3回2失点
- 初勝利：2025年5月16日、対東京ヤクルトスワローズ5回戦（明治神宮野球場）、7回裏に2番手で救援登板、1回無失点[39][40]

打撃記録
- 初打席：2023年9月3日、対読売ジャイアンツ戦21回戦（横浜スタジアム）、3回裏に松井颯から見逃し三振

### 独立リーグでの投手成績
| 年 度     | 球 団     | 登 板 | 先 発 | 完 投 | 完 封 | 無 四 球 | 勝 利 | 敗 戦 | セ 丨 ブ | ホ 丨 ル ド | 勝 率 | 打 者 | 投 球 回 | 被 安 打 | 被 本 塁 打 | 与 四 球 | 敬 遠 | 与 死 球 | 奪 三 振 | 暴 投 | ボ 丨 ク | 失 点 | 自 責 点 | 防 御 率 | W H I P |
| --------- | --------- | ----- | ----- | ----- | ----- | -------- | ----- | ----- | -------- | ----------- | ----- | ----- | -------- | -------- | ----------- | -------- | ----- | -------- | -------- | ----- | -------- | ----- | -------- | -------- | ------- |
| 2020      | 神奈川    | 2     | 1     | 0     | 0     | 0        | 0     | 0     | 0        | 0           | .000  | 51    | 10.2     | 10       | 0           | 4        | -     | 3        | 14       | 0     | 0        | 9     | 1        | 0.84     | 1.31    |
| 通算：1年 | 通算：1年 | 2     | 1     | 0     | 0     | 0        | 0     | 0     | 0        | 0           | .000  | 51    | 10.2     | 10       | 0           | 4        | -     | 3        | 14       | 0     | 0        | 9     | 1        | 0.84     | 1.31    |

### 背番号
- 100（2019年[13] - 2022年7月29日）
  - 46（2020年） ※神奈川フューチャードリームスでの背番号
- 92（2022年7月30日[21] - 2023年）
- 65（2024年[31] - ）